# Giuseppe Falcucci
Giuseppe Falcucci (Atessa, 13 febbraio 1925 – Pescara, 16 aprile 2005) è stato un giornalista italiano.

## Biografia
Giuseppe Falcucci nasce ad Atessa, in provincia di Chieti, il 13 febbraio 1925 da Mario e Agnese Di Giacomo. La famiglia, blasonata e di antiche tradizioni, è sicuramente originaria dell'Abruzzo anche se nel XIV e nel XV secolo ha lasciato tracce importanti a Firenze. Lo testimonia, tra gli altri, il gesuita bergamasco Girolamo Tiraboschi che nella sua imponente Storia della Letteratura Italiana, nove volumi pubblicati per la prima volta nel 1772, dedica ampio risalto a Niccolò Falcucci, “nel 1353 immatricolato nell'Arte dei Medici e degli Speziali”. Da parte sua l'Enciclopedia Treccani lo definisce “rinomato professionista del tardo Trecento e autore dei Sermones Medicinales Septem, enorme testo di pratica medica” che tra l'altro, in anticipo sui tempi, “nei capitoli 9-13 fornisce una sistematica panoramica dei comportamenti corretti del medico verso Dio, verso se stesso, la propria fama e salvezza, nonché verso i pazienti, i loro parenti e coloro che li assistono”. Va detto tuttavia che la mentalità pragmatica di Giuseppe Falcucci lo ha sempre portato a vivere le sue origini con estrema discrezione.
Nei primi anni della giovinezza ha come figure di sicuro riferimento due illustri parenti: Antonio Scerni, alto magistrato e giurista nell'ambito della gerarchia fascista, tra l'altro presidente di Sezione della Corte d'Appello di Bari, e il fratello del padre, Benedetto Falcucci, giovane sacerdote che, dopo aver conseguito una laurea in Filosofia ed una in Teologia, il 1º dicembre del 1945 sarà ordinato vescovo a soli quarant'anni: fautore convinto dell'istituzione della diocesi di Penne-Pescara, ne sarà poi anche il primo vescovo. Ma l'ascendente che questi autorevoli parenti hanno su di lui e la grande stima nei loro confronti non gli impediscono di aderire al Partito d'Azione dei fratelli Rosselli e di restare sempre fedele ad una formazione culturale essenzialmente laica e storicistica.
Nel 1943, conseguita la maturità classica presso il Convitto “G. B. Vico” di Chieti, in piena Guerra, riesce comunque ad iscriversi alla Facoltà di Lettere e Filosofia presso l'Università di Napoli, dove l'Anno Accademico 1943-44 si svolge regolarmente. Nel 1946, a Guerra finita, si trasferisce al terzo anno della stessa Facoltà dell'Università di Roma, dove due anni dopo si laurea brillantemente discutendo, relatore il prof. Paolo Brezzi, la tesi in Storia del Cristianesimo L'archidiocesi di Chieti nel XVI secolo e il suo contributo alla restaurazione cattolica. Intanto la sua passione per lo sport, mai rinnegata negli anni, lo induce a spedire al quotidiano Il Momento il resoconto di un'importante corsa ciclistica svoltasi in Abruzzo che il giornale pubblica pur senza averla richiesta. Pochi giorni dopo, il 1º agosto 1946, arriva la lettera del direttore del giornale, Tomaso Smith, che lo nomina corrispondente da Atessa. A seguire, nel 1947, la sua prima iscrizione all'Albo dei Giornalisti, elenco pubblicisti.
Rientrato in Atessa con la laurea in tasca, colpito dalle difficoltà che incontra la Scuola pubblica a riorganizzarsi dopo la Guerra, rivela tutta la sua vocazione per l'insegnamento fondando una scuola privata con gli amici Raffaele Sciorilli Borrelli, già ordinario di Storia e Filosofia e futuro parlamentare del Partito comunista, e Raffele Bufano, ingegnere e matematico, che un ruolo importante avrà nella Rai che sta per nascere come geniale risolutore dei problemi tecnici che la trasmissione delle immagini via etere comporta. Anche se al posto dei banchi ci sono tavolini pieghevoli forniti da un Caffè, la scuola si afferma così rapidamente da indurre il Provveditore agli Studi di Chieti ad inviare un ispettore, l'autorevole preside Scenna. La scuola, ospitata nella casa di Don Luigi Iovacchini, accoglie studenti di ginnasio, magistrali, licei classico e scientifico, che a fine anno si recano a Lanciano per gli esami di Stato, sempre con esiti lusinghieri. L'ispezione ministeriale si conclude con un elogio ai promotori dell'iniziativa e con il riconoscimento ufficiale della Scuola.
Quando, nel 1950, sposa la ventenne Dora Piacentini di Chieti, dalla quale avrà 5 figli, Giuseppe Falcucci è già per tutti “il Professore”, etichetta che, senza altre specificazioni, lo accompagnerà fino all'ultimo dei suoi giorni. Con la nuova famiglia si trasferisce a vivere in una casa in affitto nella Pineta prospiciente il Porto di Pescara, dove D'Annunzio, di cui diventerà uno dei massimi esperti, ha ambientato alcune delle sue pagine più suggestive. Pescara, città moderna e in forte crescita, diventa presto la sua patria d'adozione: per il suo sviluppo combatterà molte battaglie giornalistiche e culturali, spesso vincenti. 
Da questo momento, intanto, le sue due anime di educatore e giornalista procedono di pari passo. Dal 2 settembre 1950 è corrispondente da Pescara del quotidiano di Roma La Libertà d'Italia, il 27 aprile 1951 consegue la duplice abilitazione per l'insegnamento di lingua e letteratura italiana e latina, storia e geografia. Il 1º gennaio 1951 assume la corrispondenza di Momento Sera e intanto ha lasciato la Scuola privata per quella statale nell'ambito della quale resterà per quasi trent'anni sempre interpretando l'insegnamento come una missione.
Se il suo impegno giornalistico, dopo l'assunzione nel 1955 della corrispondenza da Pescara de Il giornale d'Italia, aumenta nel 1957 con la nomina a capo della redazione di Pescara de Il Tempo del proprietario-direttore Renato Angiolillo, quello di docente è testimoniato, il 29 marzo 1961, dalla celebrazione pubblica dell'Unità d'Italia nel Salone dei concerti dell'Azienda di Soggiorno: alle sue qualità di oratore, affinate dalle lezioni di storia e letteratura durante le quali – come raccontano i suoi ex alunni – non si sentiva volare una mosca, è affidato il compito di svolgere il tema “L'Abruzzo e il Risorgimento”: una conferenza che diventerà anche la sua prima pubblicazione di rilievo.
Il 14 luglio 1965, per incarico del Rotary Club di Pescara, tiene una conversazione sul tema “Breve lettura di Giacomo Leopardi” che diventa successivamente una pubblicazione. Anche la conferenza del 30 settembre 1970 su uno dei temi da lui maggiormente studiati, “Dove va la lingua italiana?”, viene pubblicata nella collana “Quaderni del Rotary”. Intanto sue collaborazioni con quotidiani come La Stampa e Stampa Sera, con riviste come Gente e Oggi o con la Rai, prevalentemente inchieste sull'Abruzzo, gli valgono negli anni Sessanta i primi due premi giornalistici: il “Premio Lanciano” e il “Premio Atri”.
Lo spazio che “Il Tempo” dedica alle cronache regionali cresce e con esso l'impegno alla guida della redazione pescarese che proseguirà ininterrotto per trentuno anni, fino al giorno della pensione. Dalle colonne de “Il Tempo” combatte le sue battaglie per la crescita di Pescara, firmandosi con lo pseudonimo di “Aternino”: non a caso sarà fra i promotori di “Pescara Nostra”, l'associazione civica che si batte per il riconoscimento della città come capoluogo di regione. Continua a dividersi fra il giornalismo e l'insegnamento fino al 1976, quando non sarà più possibile la doppia professione: opta per il primo, chiudendo a malincuore la sua lunga pagina di Scuola. Intanto, con l'appoggio del nuovo e giovane direttore Gianni Letta, proveniente anche lui dalle redazioni abruzzesi, lancia e realizza un'idea assolutamente innovativa, che presto sarà “copiata” da tutti i giornali d'Italia: la cronaca regionale diventa un inserto staccabile di 8 pagine con una sua testata autonoma: Il Tempo d'Abruzzo. Suo anche lo slogan pubblicitario che lancia l'iniziativa: “Il Tempo d'Abruzzo, un giornale nel giornale”. Ed in questa sua “creatura” introduce una novità dopo l'altra, tutte “rivoluzionarie” per l'epoca: dalle critiche d'arte per valorizzare gli artisti locali, che affida alla penna dell'autorevole Antonio Bandera, alla pubblicità locale e perfino alle previsioni del tempo.
Nel 1981, con la nomina a Consigliere Nazionale dell'Ordine dei Giornalisti, comincia il suo impegno negli organi di rappresentanza della categoria. Tra l'altro farà parte per molti anni della Commissione Cultura dell'Ordine, di cui sarà eletto prima segretario e poi presidente. E quando si comincia a parlare di riforma dell'accesso alla professione, ottiene l'incarico di Coordinatore per la Riforma Universitaria, convinto sostenitore della necessità che debba essere l'Università a preparare una categoria di giornalisti culturalmente e tecnicamente adeguata alla professione. Un impegno al quale si dedicherà con la passione di sempre fino a pochi giorni prima di morire, ignorando spavaldamente i progressi della malattia alla quale, contro ogni previsione medica, riuscirà a tenere testa per ben undici anni.
Intanto, lasciato il giornalismo attivo per raggiunti limiti di età, può dedicarsi pienamente agli studi e alle pubblicazioni letterarie non senza aver vinto, nel 1993, il Premio Nazionale “San Michele d'Oro” di Città Sant'Angelo insieme con il futuro Presidente della Repubblica Giorgio Napolitano, con il pittore e scultore Vicentino Michetti e con il sociologo Achille Ardigò. Per lui la motivazione del Premio fra riferimento “ai tre valori ai quali ha improntato la sua vita: la famiglia, la scuola e il giornalismo”.
Convivono in lui molteplici interessi culturali che lo spingono ad un costante aggiornamento: di fatto fino alla morte non interromperà mai gli studi dedicati alle tre grandi passioni della sua esistenza: la letteratura italiana, la storia, le tradizioni popolari. Sarebbe lungo e difficile elencare le molte testimonianze di questo suo triplice, costante impegno. Per quanto riguarda la sua attività di fine linguista, basterà ricordare alcune sue pubblicazioni sullo strutturalismo e la convinzione, sempre dichiarata, che la lingua sia un'entità costantemente in divenire. Sostenitore convinto dell'importanza dei vernacoli, le lingue locali, ha modo di condividere questa sua passione con Pier Paolo Pasolini, autore di molti scritti in friulano, che incontra nei primi anni Settanta in un convegno sulla Lingua Italiana a Lecce. E non farà mai mancare le sue prefazioni ai libri dedicati al suo paese natale, Atessa. E proprio ad Atessa, o comunque all'Abruzzo, sono dedicati molti dei suoi studi e scritti di carattere storico fra i quali basterà ricordare “Città allo specchio: Chieti”, scritto nel 1975 con Ettore Paratore e Nicolò Palma per la rivista culturale “Oggi e domani”, o gli articoli dedicati agli incontri con i maestri Di Iorio e De Titta, il primo illustre musicista e il secondo geniale letterato e poeta, entrambi abruzzesi, poi ripresi in alcuni pregiati volumi dedicati all'Abruzzo pubblicati dall'editore Rocco Carabba.
Il 16 aprile 2005 si spegne nella sua casa di Pescara assistito dalla moglie e dai figli. Una battaglia persa, quella con la malattia, solo dopo aver combattuto con tutte le sue forze, sempre con la dignità, il rigore morale e l'onesta intellettuale che hanno caratterizzato tutta la sua vita. 
Il 30 giugno 2005, nel Palazzo della Provincia di Pescara, la Consulta dei presidenti degli Ordini regionali dei Giornalisti commemora la sua figura. Nell'occasione il Comune assume l'impegno di avviare l'iter abbreviato per intitolare una via di Pescara al concittadino scomparso in deroga alla norma che prevede che debba prima intercorrere un certo lasso di tempo, con l'obiettivo di “preservare la memoria delle figure che hanno segnato la  storia culturale della città  e di valorizzare, nello stesso tempo,  il patrimonio urbano”. 
La cerimonia si svolge il 1º aprile 2009, alla presenza del sindaco Luciano D'Alfonso, del presidente dell'Ordine dei giornalisti d'Abruzzo Stefano Pallotta e dei familiari, in una via nei pressi del liceo scientifico Da Vinci: «Perché il passaggio di questo cittadino impegnato fino all'ultimo in quello in cui credeva – si legge nella motivazione - appartenesse definitivamente alla città che per tanti anni aveva "servito", raccontandola, raccontandone la crescita e formando nuove generazioni di cronisti».